# Åsa Bällsten
Åsa Bällsten, född den 6 september 1975, är en svensk låtskrivare och sångerska från Malmö.
Hon vann 2007 års SM i trubadurslam som anordnades i samband med SM i poetry slam på Dunkers Kulturhus i Helsingborg den 19 maj.
Hennes musik har spelats i både P1 och P2, och hon har haft spelningar från Skåne till Lappland, bland annat på Arvidsjaurs visfestival och i Stockholm med Jan Hammarlund och Johan Johansson. Hon har även spelat i Norge, Danmark och på Färöarna.
Som artist uppträder Åsa i huvudsak ensam men har även ingått i en rad olika musik-konstellationer, bland annat "Påtår hos Moa Martinson".

## Diskografi
Soloalbum
- 2021 – Ett sätt

Album med Påtår hos Moa Martinson
- 2014 – Sånger kring en berättare och hennes verk
- 2015 – Merri Krissmass Asshole